# Antanas Žukauskas
Pour les articles homonymes, voir Žukauskas.
Antanas Žukauskas, né le 9 mars 1939 à Pienionys, dans l'apskritis d'Utena, en Lituanie et mort le 27 avril 2022 à Vilnius, est un sculpteur, médailleur et graveur lituanien.

## Biographie

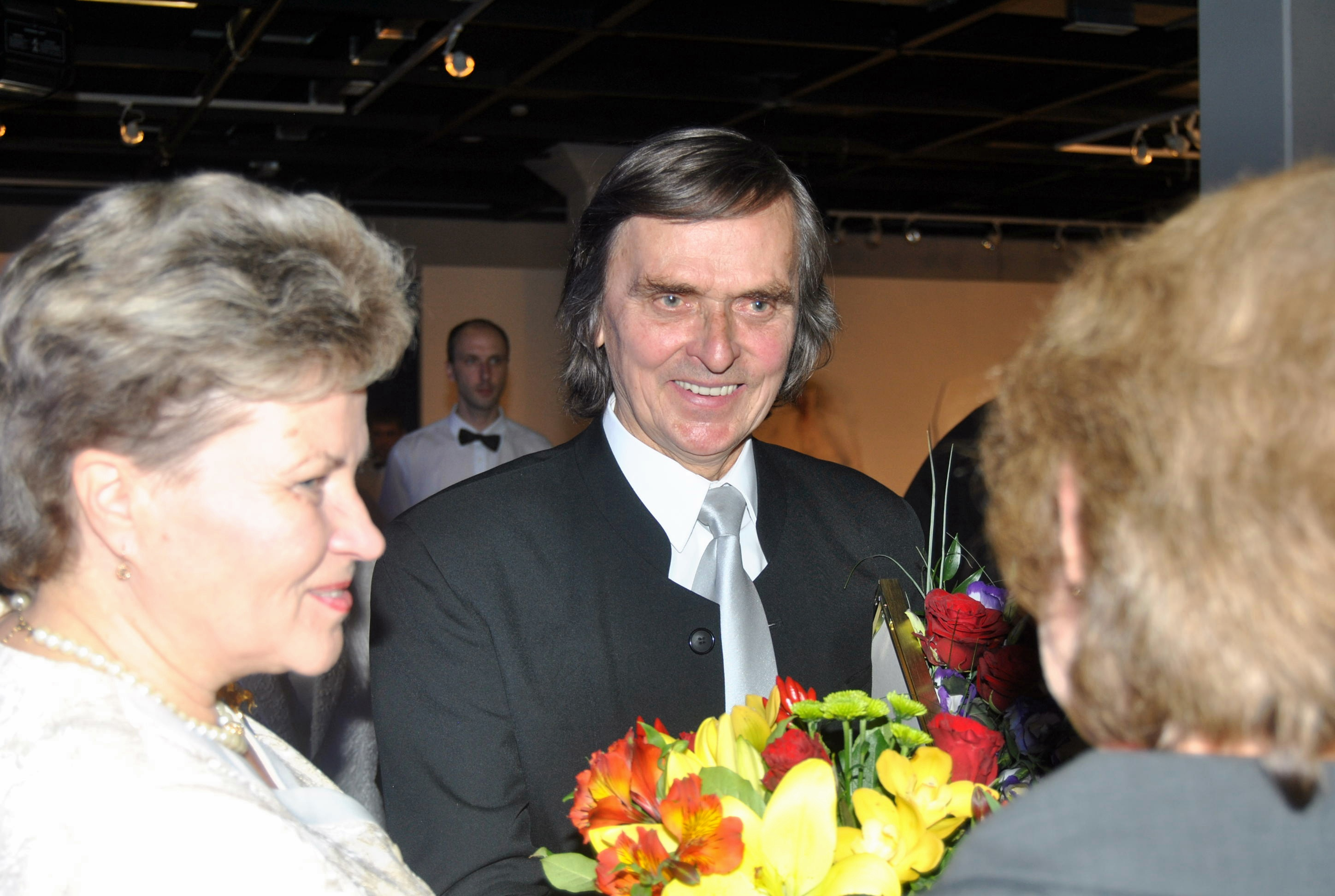
Antanas Žukauskas en 2010

Antanas Žukauskas a grandi comme le plus jeune des trois frères d'une famille de paysans du village Bikūnai à Anykščiai, sa sœur aînée est morte en 1942. Il a fréquenté un lycée à Anykščiai de 1948 à 1959. De 1960 à 1966, il a étudié la sculpture avec Juozas Kėdainis à l'Académie des arts de Vilnius. De 1966 à 1970, Žukauskas a travaillé pour le ministère de la Culture de la république socialiste soviétique de Lituanie. Depuis 1970, il est artiste indépendant et, depuis 1974, membre de l'Association des artistes lituaniens.
Depuis 1964, Antanas Žukauskas a participé à de nombreuses expositions artistiques en Lituanie et à l'étranger. On peut trouver ses œuvres dans de nombreux musées, notamment le musée d'art lituanien (en), le musée national de Lituanie, la fondation de l'association des artistes lituaniens, le musée Vydūnas à Detmold, les musées du Vatican, la galerie Tretyakov à Moscou et le musée Balzekas de la culture lituanienne à Chicago.
Žukauskas a créé un grand nombre de sculptures et de reliefs pour les espaces publics, notamment la décoration sculpturale du Théâtre national lituanien d'opéra et de ballet (en) de Vilnius, de nombreux monuments et sculptures, de pierres tombales et de reliefs.
En 1984, Antanas Žukauskas a réalisé une médaille pour le 500e anniversaire de la mort du saint national lituanien Casimir de Lituanie avec son portrait sur l'avers et une prière à la Vierge Marie au revers. Cette médaille était la seule médaille officielle à thème religieux en Union soviétique. Žukauskas a conçu plusieurs pièces pour la banque centrale lituanienne Lietuvos bankas. Ses motifs les plus célèbres, même en dehors de la Lituanie, sont les faces avers des pièces en euros lituaniennes avec le chevalier Vytis (le poursuivant) des armoiries de la Lituanie.
Inhumée au cimetière d'Antakalnis.

## Œuvres

### Sculptures
- Sculpture de la maternité (Motinystė) à Plungė (1972)[4] ;
- Sculpture de fontaine Pumpuras, à Vilnius (granit rose, 1979)[5] ;
- Anūkas dans le parc de sculptures de Klaipėda (1985)[4] ;
- Dix sculptures sur la façade du Théâtre national lituanien d'opéra et de ballet de Vilnius (bronze, 1989)[6] ;
- Monument à Jonas Basanavičius à Vilkaviškis (1996)[7] ;
- Monument à Vincas Kudirka à Vilkaviškis (1998)[2].

### Monnaies et médailles
- Pièce en argent de 50 litas à l'occasion du 5e anniversaire de l'indépendance[8] ;
- Pièce en argent de 50 litas, 120e anniversaire de Mikalojus Konstantinas Čiurlionis (1995)[9] ;
- Pièce en argent de 50 litas, Mindaugas (1996)[10] ;
- Pièce de 50 litas en argent, Gediminas (1996)[11] ;
- Avers des pièces lituaniennes en euros (depuis 2015)[12].

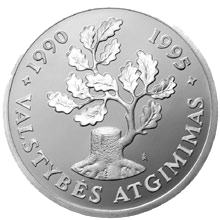
Pièce en argent de 50 litas du 5e anniversaire de l'indépendance ;
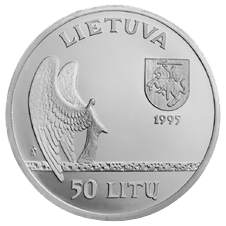
Pièce en argent de 50 litas, 120e anniversaire de Mikalojus Konstantinas Čiurlionis ;
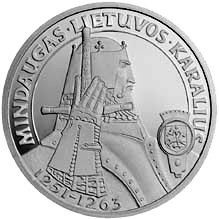
Pièce en argent de 50 litas, Mindaugas ;
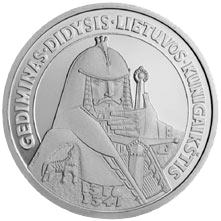
Pièce de 50 litas en argent, Gediminas (1996) ;
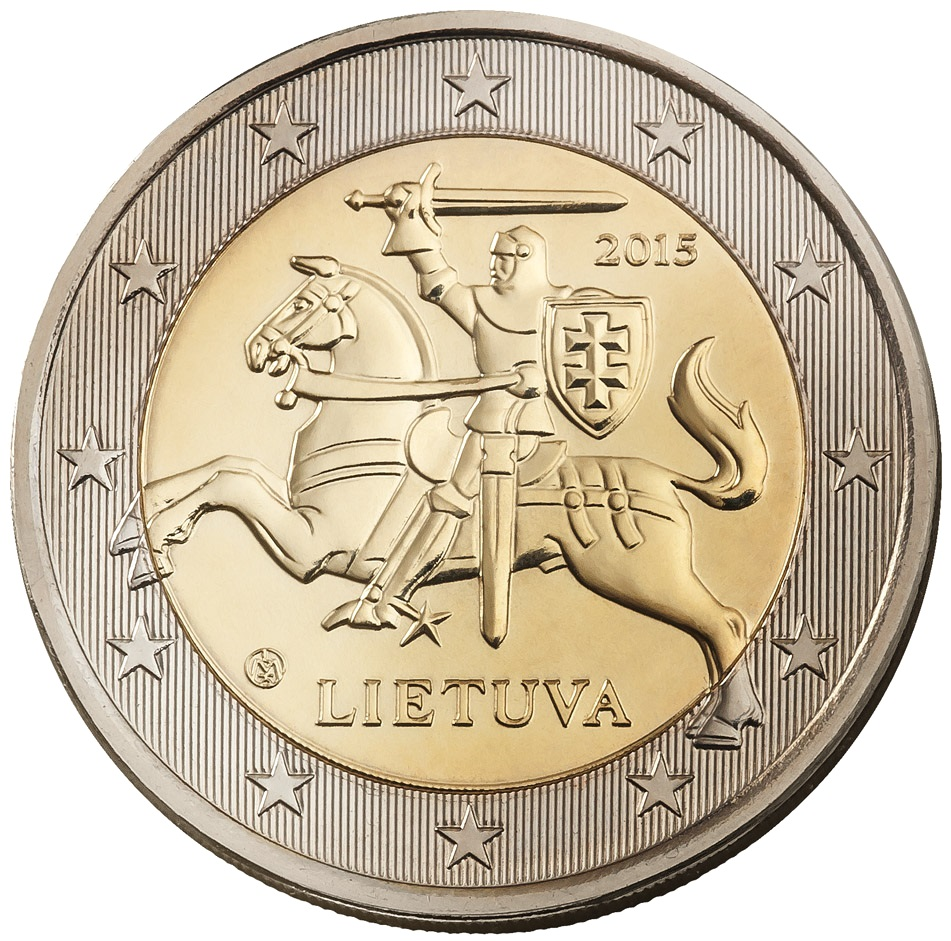
Pièce de 2 euros lituanienne.